# Abercrombie & Fitch
Abercrombie and Fitch (A&F) (NYSE ANF) és una marca de roba nord-americana dirigida per l'empresària Fran Horowitz i amb seu a New Albany, Ohio (EUA). Fundada el 1892, la seva activitat se centra en moda informal per a consumidors d'entre 18 i 22 anys. Té més de 300 botigues als Estats Units, i l'empresa s'està expandint a nivell internacional. El febrer de 2020, l'empresa disposava de 854 botigues arreu del món a través de les seves diverses marques. L'empresa també opera 4 altres marques: Abercrombie kids (7-14 anys), Hollister Co. (14-18 anys), RUEHL 925 (22-35 anys) i Gilly Hicks (una marca de roba interior femeneina.